# Le Feu de la rédemption
 (juillet 2025).
Pour plus de détails, voir Fiche technique et Distribution.
Le Feu de la rédemption (titre original : Il fuoco della redenzione) est un film muet italien réalisé par Roberto Roberti, sorti en 1913.

## Fiche technique
- Titre : Le Feu de la rédemption
- Titre original : Il fuoco della redenzione
- Réalisation : Roberto Roberti
- Société de production : Aquila Films
- Pays de production :  Royaume d'Italie
- Langue : Italien
- Format : Noir et blanc — 35 mm — 1,33:1 — Son : Muet
- Dates de sortie : 
  - Italie : 1913
  - France : 14 février 1913

## Distribution
- Antonietta Calderari
- Roberto Roberti